# Judy Guinness
Heather Seymour „Judy“ Guinness (verh. Penn Hughes, verh. Henning; * 14. August 1910 in Dublin; † 24. Oktober 1952 auf Springhare Farm, Matabeleland North, Rhodesien) war eine britische Fechterin.

## Leben und Karriere
Guinness startete zweimal bei Olympischen Spielen im Florettfechten. 1932 in Los Angeles  errang sie die Silbermedaille, wobei sie zunächst zur Siegerin des Finalduells erklärt wurde. Sie selbst gab jedoch an, die Schiedsrichter hätten zweimal fälschlicherweise zu ihren Gunsten entschieden, und sie habe den Kampf gegen die Österreicherin Ellen Preis daher verloren. Die Jury folgte ihren Angaben und vergab die Goldmedaille an Ellen Preis. Bei ihrer zweiten Olympiateilnahme 1936 schied sie im Halbfinale aus. 1933 und 1938 wurde sie britische Meisterin.
1934 heiratete Guinness, Tochter des Ingenieurs, Bankiers und Politikers Henry Seymour Guinness (1858–1945) aus der irischen Bierbrauer-Familie und dessen Frau Mary Middleton Bainbridge († 1954), den Rennfahrer und Unternehmerssohn Clifton Penn-Hughes. Er starb im Juli 1939 bei einem Flugzeugabsturz in Folkestone. Penn Hughes liegt gemeinsam mit seinen Eltern auf dem Friedhof von St Peter’s Church in Hersham beerdigt. 1942 heiratete Judy Guinness erneut, ihr zweiter Ehemann hieß John Henning.